# Dzsászim Karím
Dzsászim Karím (arabul: جاسم كريم) (1967. május 28. –) bahreini nemzetközi labdarúgó-játékvezető.

## Pályafutása

### Nemzeti játékvezetés
Nemzeti labdarúgó-szövetségének megfelelő játékvezető bizottságai minősítése alapján jutott magasabb osztályokba. A küldési gyakorlat szerint rendszeres 4. bírói szolgálatot is végzett. Az I. Liga játékvezetőjeként 2009-ben vonult vissza.

### Nemzetközi játékvezetés
A Bahreini labdarúgó-szövetség Játékvezető Bizottsága (JB) terjesztette fel nemzetközi játékvezetőnek, a Nemzetközi Labdarúgó-szövetség (FIFA) 2001-től tartotta nyilván bírói keretében. A FIFA JB központi nyelvei közül a angolt beszéli. Több nemzetek közötti válogatott és klubmérkőzést vezetett, vagy működő társának 4. bíróként segített. A nemzetközi játékvezetéstől 2009-ben búcsúzott.

#### Labdarúgó-világbajnokság
A világbajnoki döntőkhöz vezető úton Németországba a XVIII., a 2006-os labdarúgó-világbajnokságra a FIFA JB játékvezetőként alkalmazta. Selejtező mérkőzéseket az AFC zónában vezetett.

##### 2006-os labdarúgó-világbajnokság

###### Selejtező mérkőzés
| Időpont             | Helyszín                 | Mérkőzés típusa           | Mérkőzés      | Eredmény | Nézők száma |
| ------------------- | ------------------------ | ------------------------- | ------------- | -------- | ----------- |
| 2004. szeptember 8. | Központi Stadion, Pinang | előselejtező (4. csoport) | Malajzia–Kína | 0 – 1    | 14 000      |

#### Ázsia-kupa
A torna végső szakaszának történetében első alkalommal négy nemzet, Indonézia, Malajzia, Thaiföld és Vietnám adott otthont, a 2007-es Ázsia-kupa labdarúgó-kupának, ahol az Ázsiai Labdarúgó-szövetség (AFC) JB bíróként vette igénybe szolgálatát.

##### 2007-es Ázsia-kupa

###### Ázsia-kupa mérkőzés
| Időpont         | Helyszín                | Mérkőzés típusa              | Mérkőzés        | Eredmény | Nézők száma |
| --------------- | ----------------------- | ---------------------------- | --------------- | -------- | ----------- |
| 2007. július 7. | Nemzeti Stadion, Bankok | csoportmérkőzés (A. csoport) | Irak–Ausztrália | 3 – 1    | 7884        |